# 木根麻花头
木根麻花头（学名：Serratula suffruticosa）为菊科麻花头属的植物。分布在俄罗斯以及中国大陆的新疆等地，生长于海拔1,500米的地区，目前尚未由人工引种栽培。